# The Rain (Fernsehserie)
The Rain ist eine dänische Fernsehserie des Video-on-Demand-Anbieters Netflix. Sie ist die erste Netflix-Serie, die in Dänemark entwickelt, produziert und gefilmt wurde. Die erste Staffel wurde am 4. Mai 2018 auf Dänisch sowie in zahlreichen Synchronfassungen, darunter Deutsch, auf Netflix veröffentlicht.
Am 30. Mai 2018 gab Netflix die Produktion einer zweiten Staffel bekannt, die am 17. Mai 2019 veröffentlicht wurde. Die dritte und gleichzeitig finale Staffel wurde am 6. August 2020 veröffentlicht.

## Handlung
Innerhalb mehrerer Jahre sterben nahezu alle Menschen Skandinaviens durch ein Virus, das durch Regen übertragen wird. Nach sechs Jahren verlassen die beiden dänischen Geschwister Simone und Rasmus ihren sicheren Bunker, um Überreste der Zivilisation zu finden. Sie schließen sich dabei einer Gruppe junger Überlebender an, mit denen sie das verlassene Skandinavien auf der Suche nach Lebenszeichen durchstreifen.
Hierbei wird ihnen klar, dass existenzielle Herausforderungen wie Liebe, Eifersucht sowie das Erwachsenwerden auch während eines postapokalyptischen Überlebenskampfes fortbestehen.

## Besetzung und Synchronisation
Die deutsche Fassung wurde bei der VSI Synchron in Berlin erstellt. Stefan Kaiser schrieb die Dialogbücher und führte Dialogregie. In der dritten Staffel übernahm Philippa Jarke die Dialogregie. 
| Rolle             | Schauspieler             | Synchronsprecher                        | Episoden  |
| ----------------- | ------------------------ | --------------------------------------- | --------- |
| Simone Andersen   | Alba August              | Lydia Morgenstern                       | 1.01–3.06 |
| Rasmus Andersen   | Lucas Lynggaard Tønnesen | Amadeus Strobl                          | 1.01–3.06 |
| Martin            | Mikkel Boe Følsgaard     | Jeremias Koschorz                       | 1.01–3.06 |
| Patrick           | Lukas Løkken             | Julien Haggège                          | 1.01–3.06 |
| Jean              | Sonny Lindberg           | Konrad Bösherz                          | 1.01–3.06 |
| Beatrice          | Angela Bundalovic        | Kaya Marie Möller                       | 1.01–1.07 |
| Frederik Andersen | Lars Simonsen            | Peter Reinhardt                         | 1.01–2.05 |
| Lea               | Jessica Dinnage          | Anja Stadlober                          | 1.01–2.06 |
| Sten              | Johannes Bah Kuhnke      | Thomas Nero Wolff                       | 1.02–3.03 |
| Fie               | Natalie Madueño          | Julia Kaufmann (Staffel 2) Leonie Dubuc | 2.01–3.06 |
| Kira              | Evin Ahmad               | Friederike Walke                        | 2.01–3.06 |
| Sarah             | Clara Rosager            | Maximiliane Häcke                       | 2.01–3.06 |
| Daniel            | Rex Leonard              | Christian Zeiger                        | 3.01–3.06 |

## Episodenliste

### Staffel 1
| Nr. (ges.)                                                                                    | Nr. (St.) | Deutscher Titel           | Originaltitel           | Regie                        | Drehbuch           |
| --------------------------------------------------------------------------------------------- | --------- | ------------------------- | ----------------------- | ---------------------------- | ------------------ |
| 1                                                                                             | 1         | Bleibt drinnen            | Stay Inside             | Kenneth Kainz                | Jannik Tai Mosholt |
| 2                                                                                             | 2         | Bleibt zusammen           | Stay Together           | Kenneth Kainz                | Jannik Tai Mosholt |
| 3                                                                                             | 3         | Vermeidet die Stadt       | Avoid the City          | Kenneth Kainz                | Jannik Tai Mosholt |
| 4                                                                                             | 4         | Vertraut niemandem        | Trust No One            | Kenneth Kainz                | Poul Berg          |
| 5                                                                                             | 5         | Habt Vertrauen            | Have Faith              | Natasha Arthy, Kenneth Kainz | Mette Heeno        |
| 6                                                                                             | 6         | Bleibt bei euren Freunden | Keep Your Friends Close | Natasha Arthy, Kenneth Kainz | Jannik Tai Mosholt |
| 7                                                                                             | 7         | Redet nicht mit Fremden   | Don’t Talk to Strangers | Natasha Arthy, Kenneth Kainz | Poul Berg          |
| 8                                                                                             | 8         | Vertraut eurem Instinkt   | Trust Your Instincts    | Natasha Arthy, Kenneth Kainz | Jannik Tai Mosholt |
| Am 4. Mai 2018 wurden alle Folgen der ersten Staffel gleichzeitig bei Netflix veröffentlicht. |           |                           |                         |                              |                    |

### Staffel 2
| Nr. (ges.)                                                                                      | Nr. (St.) | Deutscher Titel        | Originaltitel           | Regie              | Drehbuch                      |
| ----------------------------------------------------------------------------------------------- | --------- | ---------------------- | ----------------------- | ------------------ | ----------------------------- |
| 9                                                                                               | 1         | Vermeidet Kontakt      | Avoid Contact           | Søren Balle        | Jannik Tai Mosholt            |
| 10                                                                                              | 2         | Die Wahrheit tut weh   | The Truth Hurts         | Søren Balle        | Rune Schjøtt                  |
| 11                                                                                              | 3         | Behaltet die Kontrolle | Stay in Control         | Kasper Gaardsøe    | Julie Budtz Sørensen          |
| 12                                                                                              | 4         | Rettet euch selbst     | Save yourself           | Kasper Gaardsøe    | Rune Schjøtt, Simon Oded Weil |
| 13                                                                                              | 5         | Reißt euch zusammen    | Keep it together        | Josefine Kirkeskov | Julie Budtz Sørensen          |
| 14                                                                                              | 6         | Die Stärke überlebt    | Survival of the fittest | Josefine Kirkeskov | Simon Oded Weil               |
| Am 17. Mai 2019 wurden alle Folgen der zweiten Staffel gleichzeitig bei Netflix veröffentlicht. |           |                        |                         |                    |                               |

### Staffel 3
| Nr. (ges.)                                                                                        | Nr. (St.) | Deutscher Titel                                | Originaltitel                       | Regie              | Drehbuch                     |
| ------------------------------------------------------------------------------------------------- | --------- | ---------------------------------------------- | ----------------------------------- | ------------------ | ---------------------------- |
| 15                                                                                                | 1         | Gib nicht auf                                  | Don’t Give Up                       | Josefine Kirkeskov | Julie Budtz Sørensen         |
| 16                                                                                                | 2         | Lass niemals los                               | Never Let Go                        | Josefine Kirkeskov | Anna Bro                     |
| 17                                                                                                | 3         | Bleib stark                                    | Stay Strong                         | Kaspar Munk        | Lasse Kyed Rasmussen         |
| 18                                                                                                | 4         | Sei die Veränderung, die du in der Welt willst | Be the Change You Want in the World | Kaspar Munk        | Christoffer Barfred Krustrup |
| 19                                                                                                | 5         | Liebe dich selbst                              | Love Yourself                       | Kasper Gaardsøe    | Lasse Kyed Rasmussen         |
| 20                                                                                                | 6         | Auch das geht vorbei                           | And This Too Shall Pass             | Kasper Gaardsøe    | Julie Budtz Sørensen         |
| Am 6. August 2020 wurden alle Folgen der dritten Staffel gleichzeitig bei Netflix veröffentlicht. |           |                                                |                                     |                    |                              |

## Kritik
Katja Belousova schreibt in der Welt, dass die geschickte Entwicklung der Charaktere den Reiz der Serie ausmache. Vordergründig handele es sich dabei um eine actionreiche Suche nach der Ursache des tödlichen Regens; gleichzeitig sei die Serie aber auch „eine Geschichte über echte und Wahlverwandtschaften, über Menschlichkeit und Zusammenhalt“.
Die Website lauterfilme.de fand für die in Dänemark spielende Serie weniger nette Worte. In dieser Kritik wurde die erste Staffel der Serie als „arg durchschnittliche Reise in eine post-apokalyptische Welt“ betitelt.

## Trivia
Der Wasserturm in der Serie steht in Søllerød, Dänemark.
In Staffel 3, Folge 6 wird das Lied „We’re Not Gonna Make It“ gespielt, welches von Hauptdarstellerin Alba August gesungen wird.